# Bugalú
El boogaloo (procedente de la terminología boogie-woogie) o bugalú es un ritmo latino nacido de la fusión de ritmos afrocubanos y del soul estadounidense. Se canta tanto en inglés como en español. Se desarrolló en Estados Unidos entre 1963 y 1969 y se hizo famoso en todo el mundo con la orquesta de Pete Rodriguez, el pianista Richie Ray, la orquesta de Joe Cuba y su sexteto con la canción «Bang Bang» y La Lupe, cantante.
Uno de los bugalús que subió a las listas de éxitos fue el «Watusi» de Ray Barretto, que después fue utilizado en la banda sonora de la película J.F.K. y Carlito's way. 
Como ocurrió con la pachanga y después de él con la salsa, sirvió como seña de identidad de los latinos hasta que fue desplazado por otro tipo de música, como la de Mario Allison o Miriam Makeba.
Hoy el bugalú se mantiene solamente por bailarines profesionales en distintos espectáculos. Sin embargo, el bugalú compuesto en los sesenta es todavía frecuentemente escuchado en las fiestas de corte mod, también llamadas all nighters (en ellas, los disc jockeys pinchan exclusivamente vinilos de este y otros tipos de música de los sesenta, como freakbeat o northern soul). Para poder hacerse una idea, el tema «Pow-Wow» de Manny Corchado es uno de los más apreciados y bailados en este circuito.[cita requerida]
La orquesta El Gran Combo de Puerto Rico con Andy Montañez también tuvo sus éxitos en el Caribe con las canciones del disco de El Gran Combo titulado Boogaloos Con El Gran Combo, como por ejemplo -- Gran Combo's Boogaloo, Chua Chua Boogaloo, entre otras. La forma de bailar entonces era muy simple, solo se movían los pies (la pisa con el pie izquierdo y el talón con el derecho) conjuntamente con los brazos y el cuerpo haciendo movimiento leve arriba y abajo.
También se refiere a un término sobre una "pseudoguerra civil" entre la ciudadanía y el Estado.